# Hansnes
Hansnes is een plaats in de Noorse gemeente Karlsøy, provincie Troms. Hansnes telt 310 inwoners (2007) en heeft een oppervlakte van 0,45 km².